# Космос-1830
Космос-1830 је један од преко 2400 совјетских вјештачких сателита лансираних у оквиру програма Космос.
Космос-1830 је лансиран са космодрома Плесецк, СССР, 13. марта 1987. Ракета-носач Циклон-3 је поставила сателит у орбиту око планете Земље. Маса сателита при лансирању је износила 220 килограма. Космос-1830 је био комуникациони сателит.